# 12802 Hagino
12802 Hagino (1995 XD1) là một tiểu hành tinh vành đai chính được phát hiện ngày 15 tháng 12 năm 1995 bởi T. Kobayashi ở Oizumi.